# 霍尔特加斯特
霍尔特加斯特是德国下萨克森州的一个市镇。总面积23.99平方公里，总人口1812人，其中男性906人，女性906人（2011年12月31日），人口密度76人/平方公里。